# Dajlidowo
Dajlidowo – dawny folwark. Tereny, na których leżał, znajdują się obecnie na Białorusi, w obwodzie witebskim, w rejonie głębockim, w sielsowiecie Psuja.

## Historia
W czasach zaborów folwark w powiecie dzisieńskim, w guberni wileńskiej Imperium Rosyjskiego.
W latach 1921–1945 folwark leżał w Polsce, w województwie wileńskim, w powiecie dziśnieńskim, w gminie Prozoroki, a następnie w gminie Plisa.
Według Powszechnego Spisu Ludności z 1921 roku zamieszkiwały tu 24 osoby, 13 było wyznania rzymskokatolickiego a 11 prawosławnego. Jednocześnie 6 mieszkańców zadeklarowało polską a 18 białoruską przynależność narodową. Były tu 3 budynki mieszkalne. W 1931 w 2 domach zamieszkiwało 28 osób.
Wierni należeli do parafii rzymskokatolickiej w Bobrowszczyźnie. Miejscowość podlegała pod Sąd Grodzki w Głębokiem i Okręgowy w Wilnie; właściwy urząd pocztowy mieścił się w Plissie.
Umiejscowiona była tu strażnica KOP „Cielesze”